# Иђирот
Иђирот, шаш или миришљава трска (лат. Acorus) је једини род фамилије Acoraceae. Обухвата 6 врста водених биљака, од којих код нас расте врста Acorus calamus.
Позната и као водени божур, мирисав шаш, мирисна трска, мирисни корен, комуш, водена сабљица. Чај од корена иђирота се у народној медицини користио за одвикавање од пушења.

## Станиште
Иђирот потиче из југоисточне Азије одакле је као зачин пренет у Европу (у 16. веку). Биљка се одомаћила и код нас, расте понекад и у великој скупини уз обале појединих река и језера, по барама и мочварном тлу. Позната је по појединим блатиштима и мочварама поред Дунава, Саве и других река. У природи је у нестајању, због интензивног коришћења ризома у фармацеутској индустрији. У Србији је данас заштићен законом (Службени гласник Републике Србије, бр. 05/10).

## Опис биљке
Иђирот припада породици козлаца која обухвата преко 700 разних монокотиледоних биљака скривеносеменица. Типична је мочварна биљка јер је пратилац стајаћих и текућих вода и мочвара. Има јако развијен и разгранат, меснати, до 3 cm дебели и више од 1 m дуг миришљави ризом, обрастао густим корењем. Из поданка израстају издржљиви, виши од 1 m дуги и 3 cm широки, сабљасти листови, при дну су црбенкасти, а на врху се завршавају чунастим цветним клипом дугим до 10 cm, окренутим у страну. Клип је цваст од густо збијених цветића жућкастозелене боје. Често и веће скупине листова остану без цветова. Биљка развија дугуљасте црвене плодове само у изузетно топлим стаништима. Ти црвени плодови не успевају да сазре у нашим климатским условима, због чега се иђирот размножава вегетативно помоћу поданка. Биљка цвета у јуну и јулу. Цела биљка пријатно мирише.
Иђирот не треба заменити с неким другим биљкама: водена перуника има сличан лист, али има жут цвет, поданак је мање ароматичан, а сушењем се јако стисне и набора и сматра се отровним као и све врсте перунике.

## Лековити делови и садржај
Лековити део биљке је ризом. Ризом се копа и сакупља у марту и априлу пре извијања листова, и крајем лета или почетком јесени, чим се вода повуче из бара и мочвара. Ризом се вади из муља нарочитим вилама, добро опере, очисти од корења, лишћа и трулих делова. Ољушти се смеђа покорица, затим се ризом исече уздуж, скрати се на комаде и одмах осуши у сушари на 40 степени. Неогуљен ризом се мање цени и ако у њему има више етарског уља јер покорца спречава испаравање и губитак уља. Ризом је споља смеђ, на прелому беличаст, зрнаст и мек попут сунђера. На горњој страни уочавају се наизменични и помало опали троугласти ожиљци од корења. Од ризома се за лечење одређених болести може приредити чај, прах, уље и екстракт. У води ризом постаје сунђераст.
Етарско уље је помало густа, жуто-смеђа горка течност, јаког мириса на камфор. Врло лако се раствара у алкохолу (етанолу).

### Намена и употреба
Напомена: Опис који следи је из старијих издања о лековитом биљу, из времена када је биљка још била релативно чешћа. Данас је иђирот ретка биљка и њено брање подлеже специјалним дозволама које се траже од Министарствa пољопривреде и заштите животне средине. Њено слободно брање у природи, нарочито у комерцијалне сврхе регулисано је законом а дефинисано Правилником о проглашењу и заштити строго заштићених и заштићених дивљих врста биљака, животиња и гљива: Прилог II који је донела влада Србије 2010. године („Службени гласник РС”, број 36/09).
Ириђот се препоручује код успореног метаболизма, слабости и проблема органа за варење, код бледила коже, обољења жлезда и код гихта. Може да се користи за испирање уста и за прање гнојних рана, а као средство за побољшање вида и меморије. Употребљује се као и чај. Чај се употребљава се за ублажавање грчева, спречавају пролив, одстрањују гасове.
Чај: 1 кафена кашичица иситњеног поданка на 1 шољицу кључале воде. Пије се код катара желуца и црева, бубрежних потешкоћа и пије се више пута дневно у гутљајима.
Код опадања косе масирати главу густим уварком од сувог поданка.
За јачање очију користи се сирови сок од поданка (накапа се у око). Осушени поданак може да се користи и као мирођија, иђирот улази у састав разних препарата за прављене пића, а користи се и у парфимерији.